# Daniel Popescu
Daniel Ilie Popescu (n. 1 iunie 1983, Reșița, Caraș-Severin, România) este un gimnast român, laureat cu bronz pe echipe la Jocurile Olimpice de vară din 2004 și vicecampion mondial la sărituri în 2007.